# جزر كريستيانيا
```
جزر كريستيانيا
 
(
بالإنجليزية
: 
Christiania Islands
)‏
 هي مجموعة من الجزر والصخور تقع بين جزيرة لييج وجزيرة ترينتي في 
أرخبيل بالمر
.
[
1
]
[
2
]
[
3
]
 تم تخطيطها من قبل 
البعثة البلجيكية لأنتاركتيكا
 سنة 1897-1899 بقيادة 
ادريان دي جيرلاش
، الذي قام بتسميتها على اسم مدينة كريستيانيا (اسمها الحالي 
أوسلو
 ) في 
النرويج
 ، حيث حصل على المساعدة والمعدات اللازمة للقيام ببعثة الإستكشاف من هذه المدينة.
```